# Max Steel
Max Steel é uma franquia de bonecos de ação criada e produzida pela empresa de brinquedos Mattel em 1998. É em maior parte composta em brinquedos tendo como foco principal o protagonista Max Steel, um agente especial da fictícia organização N-Tek cuja missão é a de deter os mais variados vilões com suas armas e equipamentos.
Cada produto sempre é composto do protagonista (Max Steel), de um vilão e pequenas armas que podem ser encaixadas no protagonista. Além disso a franquia também contou com duas séries de animação, uma série de filmes anuais, além de vários produtos como mochilas, cadernos, entre outras coisas.
Embora fosse pouco conhecido nos Estados Unidos, Max Steel foi bastante famoso em diversos países do mundo como o Brasil, Itália e México, principalmente nos seus primeiros anos na década de 2000.

## Origens
Originalmente bem antes da criação de Max Steel houve uma linha de brinquedos chamada Big Jim, que também foi produzida pela Mattel durante as décadas de 70 e 80 nos Estados Unidos. A série também era composta por bonecos de ação, com estruturas bem semelhantes as de Max Steel, apresentando vários heróis em ambientes diferentes. Entretanto na América Latina a série foi relançada com o nome Kid Acero (acero, em inglês se traduz como steel, que significa aço) passando a ter um protagonista definido, um agente especial que viaja o mundo fazendo missões especiais, servindo como um protótipo para a série Max Steel.
Somente no final da década de 90 a Mattel decidiu investir numa nova série tendo em base as franquias anteriores, daí surgiu Max Steel em 1999. A princípio o personagem era retratado como um simples agente especial que lutava contra espiões e agências criminosas por meio de seus equipamentos especiais. O projeto deu um bom resultado com isso a Mattel quis expandi-lo cada vez mais, com um desenho animado, uma histórias em quadrinhos, além de uma série de filmes ao longo dos anos.

## Personagens
A franquia Max Steel tem uma vasta quantidade de personagens, heróis e vilões. Em todas as versões Max é um agente da organização N-Tek que luta contra o mal.

### Heróis
- Max Steel, o protagonista título da franquia e agente da N-Tek. Originalmente ele era um jovem chamado Josh McGrath que perdeu os pais e foi adotado por Jefferson. Fascinado por ação e adrenalina ele se tornou agente após ser infectado por um experimento de nanomáquinas que se adaptaram a seu corpo lhe dando habilidades sobre-humanas. A partir dos filmes Max passou a parecer mais um super-herói, com seus poderes sendo ampliados com suas habilidades "Modo Turbo" e passou a enfrentar poderosos vilões mutantes. Na versão reboot de 2013 ele passa a ser encarnado como um adolescente chamado Max McGrath e é um super-herói por completo passando a se fundir com o robô Ultralink Steel ganhando uma série de transformações de ataques e defesas cada uma nomeada por "Modos Turbo".[4]

- Berto Martinez, o principal auxiliar e irmão mais novo  de Max Steel em suas missões que também trabalha na N-Tek. Originalmente nas séries mais antigas ele servia como um ajudante de Max nas suas missões o coordenando e decifrando códigos à longa distância. Com o passar do tempo passou também a ser um cientista. Na versão de 2013 ele é um cientista da N-Tek que controla o robô Cytro em algumas missões ajudando Max. Sua aparência muda bastante, ficando mais jovem e sem os óculos.[5]

- Kat Ryan, outra auxiliar de Max Steel em suas missões, também uma agente da N-Tek. Nas primeiras versões chegava a acompanhar Max em algumas missões assim como Berto, diferente da versão atual a Kat possuia uma atração pelo Max e vice-versa. Na versão de 2013 ela continua sendo uma agente, porém com uma aparência mais madura comparado a Max e Berto.[6]

- Comandante Ferrus, é o chefe de Max Steel e comandante da N-Tek. Nas primeiras versões conduzia Max em suas missões, mas não tinha muita importância. Na versão de 2013 ele se torna tio de Max e passa a ter mais destaque ao tentar esconder respostas sobre seu passado.

- Jefferson Smith, um velho amigo do pai de Max que trabalha na N-Tek. Originalmente foi o pai adotivo de Max após a morte de seus pais e também era o chefe da N-Tek. Na primeira versão ele foi mostrado como um homem sério, responsável e severo quanto ao Max em suas missões de quem ele se preocupa bastante. Na versão reboot de 2013 ele é encarnado como um simples agente da N-Tek e parceiro de Max perdendo sua relação com a família dele, passando a ser mais descontraído e com um físico forte.[7]

- Cytro, um robô agente da N-Tek. Originalmente apareceu no filme Bio Crisis como uma arma predestinada a destruir Max sendo uma bomba prestes a explodir, porém ele acabou se aliando a Max chegando a se sacrificar por ele e depois sendo restaurado por Berto para ser um agente. Desde então passando a ser visto como um ajudante de Max em suas missões, inclusive sendo incluído na linha de brinquedos. Na versão de 2013 ele aparece como um simples robô de batalha controlado por Berto nas missões, não tendo personalidade e mentalidade como na versão anterior.[8]

### Vilões
- Psycho, foi o primeiro vilão da franquia até 2004. Ele é um humano meio androide que tentava de alguma forma destruir a N-Tek e o Max Steel com sua frota de clones androides feitos por seu chefe Dread. Ele morreu no filme Perigo de Extinção desde então não voltando mais a aparecer na franquia. Ele foi o único vilão que não ganhou uma contraparte na versão de 2013.

- Bio-Constrictor, Foi um dos vilões da franquia até 2004. Era um dos agentes da D.R.E.A.D. e anteriormente um agente da N-Tek. Após se converter em um mutante, ele ganha a capacidade de controlar répteis e planeja recriar a humanidade a partir do zero. Devido a sua condição, Berto deu para ele o nome de "Cobra Constrictora Geneticamente Modificada". Ele fez uma parceria com Psycho no filme Perigo de Extinção, mas foi traído por Psycho e acabou morrendo no filme, não voltando mais a aparecer na franquia, no entanto ele acabou deixando um descendente que foi o seu clone: o Elementor.

- Dread, outro dos vilões originais de Max chefe de Psycho e dono de uma uma organização criminosa D.R.E.A.D. que frequentemente rivaliza com a N-Tek. Na série de 2013 ele retorna com uma mudança drástica na sua aparência desta vez se chamando Dredd e passando a ser um humano fundido com Ultralink, servo de Makino e mestre dos Elementors, o primeiro grande inimigo de Max no início dessa fase.[9]

- Elementor, o segundo vilão introduzido no filme Max Steel: Forces of Nature de 2005. Na primeira versão ele era uma criatura mutante capaz de mudar de forma e também é um clone do Bio-Constrictor, podendo dominar os elementos da natureza como um dos inimigos mais poderosos da N-Tek, embora ele só possua a ambição de querer destruir Max Steel, a quem ele chama apenas pelo sobrenome. Na versão de 2013 passa a ser um Ultralink dividido em vários personagens, cada um com um elemento correspondente dos filmes anteriores. É revelado também que eles possuem a capacidade de se fundirem num só.[10]

- Extroyer, o terceiro vilão introduzido no filme Max Steel: Dark Rival, de 2007. Na primeira versão ele era um rival de juventude do Max chamado Troy Winter que num acidente foi transformado num mutante de cristal Extroyer capaz de absorver a energia dos animais e se transformar neles. Na versão de 2013 ele era um criminoso que após falhar em uma missão com Miles Dredd foi fundido a um Ultralink tornando-se em Extroyer.[11]

- Toxzon, o quarto vilão da franquia introduzido no filme Mutant Menace de 2009. Na primeira versão ele era um agente da N-Tek que após ser infectado por toxinas ganhou poderes tóxicos de criar monstros mutantes com a ambição de poluir o mundo com suas toxinas, considerado por Ferrus como um dos vilões mais perigosos já enfrentados. Ele inclusive chega a formar aliança com os outros vilões no decorrer da história. Na versão de 2013 ele é encarnado como um vilão cômico e estúpido que após ser infectado por um experimento da N-Tek tenta destruir a organização. Ele possui uma imaginação bastante fértil inclusive tendo um peixe plástico como amigo imaginário que o auxilia nos planos.[12]

- Makino, o quinto vilão da franquia introduzido no filme Makino's Revenge, de 2011. Na verdade ele apareceu pela primeira vez no final do filme A Legião Tóxica como um jornalista cheio de adrenalina muito parecido com o Max que após ser infectado junto a uma arma da N-Tek vira um androide mutante procurando destruir a organização. Na versão de 2013 ele é encarnado como um dos vilões mais poderosos, sendo líder de todos os Ultralinks e de seu planeta de origem.

## Filmes
De 2004 até 2012 foi lançada uma série de filmes baseados no personagem que descreveu suas aventuras na primeira geração da franquia Max Steel tendo início após o término do desenho animado. Todos foram produzidos pela Mattel em parceria da empresa Rainmaker Entertainment, responsável também pelos filmes anuais da Barbie, que também é baseada na propriedade da Mattel. A partir de 2013 eles deixaram de ser produzidos para dar início a nova série de animação do personagem, porém um filme em live-action baseado nessa versão foi anunciado. Para o papel dos personagens foram escalados vários atores como Andy Garcia, Ben Winchell e Ana Villafañe. 
Filmes da primeira fase
- Max Steel: Endangered Species(2004)
- Max Steel: Forces of Nature (2005)
- Max Steel: Countdown (2006)
- Max Steel: Dark Rival (2007)
- Max Steel: Bio Crisis (2008)
- Max Steel vs the Mutant Menace (2009)
- Max Steel vs The Toxic Legion (2010)
- Max Steel: Makino's Revenge (2011)
- Max Steel: Monstrous Alliance (2012)

## Séries de TV
- Max Steel (2000)
- Max Steel: Turbo Missions (2008, para internet)
- Max Steel (2013)

## No Brasil
Em 1999 a Mattel fez um lançamento mundial da linha Max Steel em vários países, entre eles o Brasil. Foi exibido entre 2001 e 2002 por canais como Rede Record (no programa Desenho Mania) e Cartoon Network. Com isso os canais se interessaram mais pela franquia e com o término do desenho animado anos depois adquiriram seu primeiro filme Perigo de Extinção que diante bom resultado passaram a exibir com frequência seus demais filmes lançados ano após ano.
Porém depois que a Mattel fechou parceria exclusiva com o SBT em 2005 para transmissão de seus filmes, os filmes de Max Steel, juntamente com os filmes da Barbie e Hot Wheels, passaram a ser exibido no programa Sábado Animado alavancando a venda dos brinquedos da Mattel. O desenho original nunca foi reprisado pelo canal, mas chegou a ser comprado pela Rede Globo e Rede Bandeirantes, mas sem atingir o mesmo sucesso dos primeiros anos do personagem. Entre 2020 e 2021, o desenho também foi exibido pelo extinto canal Loading.
Em 2013 com o lançamento da nova versão do boneco ela rapidamente teve a sua estreia no Brasil junto com seu desenho animado também pelo Cartoon Network e mais tarde pelo SBT.